# Kéa (île)
Pour les articles homonymes, voir Kéa et Céos.
Kéa (grec moderne : Κέα), aussi appelée localement Tziá (Τζιά), est une île de la mer Égée appartenant à  l'archipel des Cyclades, proche de l'Attique, à 16 milles marins de Lavrio et 12 milles du cap Sounion. Dans l’Antiquité, elle était connue sous le nom de Céos (Κέως / Kéôs).

## Géographie

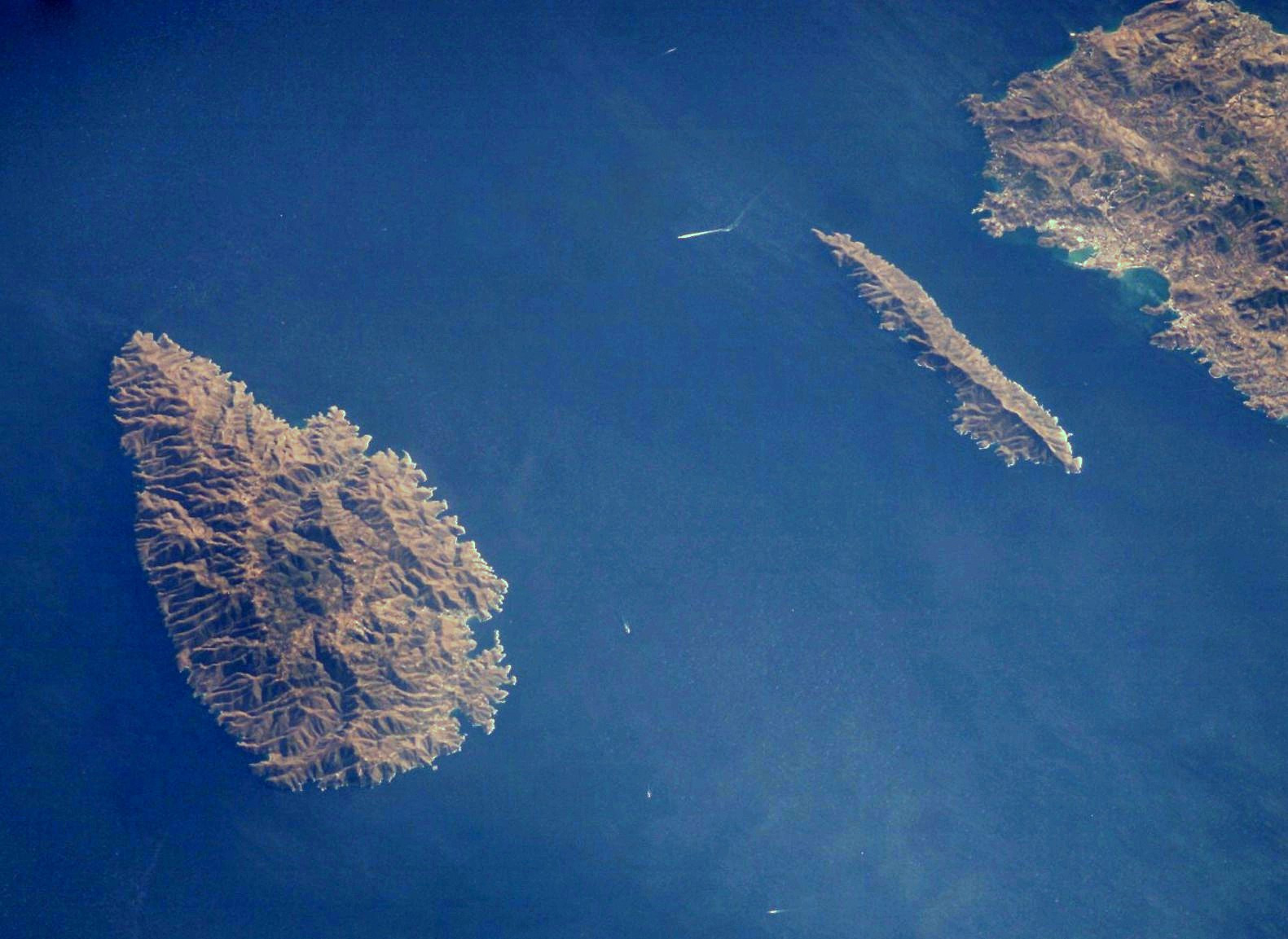
Les îles de Kéa (à gauche) et de Makronissos (à droite) photographiées depuis la Station spatiale internationale. Le cap Sounion est également visible sur ce cliché.

L'île fait 132 km2 pour un littoral de 88 km et une population (2001) de 2 415 habitants. Montagneuse, elle est découpée en deux vallées verdoyantes plantées d'oliviers, de vignes, de chênes, d'amandiers, d'arbres fruitiers et de cyprès. La plus haute montagne, Profitis Elias, culmine à 570 mètres.
Sa capitale est le village de Ioulís ou Ioulída, construit à l'intérieur de l'île et en hauteur comme beaucoup de villages des Cyclades, par crainte des pirates. Korissia est le port principal de l'île. Le village de pêcheurs de Vourkari est très fréquenté par les voiliers de plaisance.

## Architecture
À la différence de la plupart des Cyclades, les toits y sont souvent en tuiles.

## Administration
Dépendant administrativement du district régional de Kéa-Kythnos, l'île forme un dème, auquel est rattachée l'île inhabitée de Makronissos ; son siège se trouve à Ioulída. Il est divisé en deux districts municipaux, ceux de Ioulída et de Korissia.

## Mythologie
Aristée, fils d’Apollon et de Cyrène a séjourné à Céos — alors appelée Ydroussa — peu après la mort de son fils, et y aurait mis fin à une épidémie de peste en offrant des sacrifices à Zeus. Céos, fils d’Apollon et de la nymphe Rodoessi, chef du peuple des Locres, envahit l’île et lui donna son nom. Acontios était originaire de l'île.

## Histoire

### Antiquité
Kéa est habitée depuis le Néolithique : des fouilles du début du XIXe siècle à Képhala ont révélé ainsi un village et une nécropole datant du IVe millénaire.
La péninsule d'Agia Irini abrite un important site de l'Âge du Bronze, fouillé par John Caskey ; ce site est contemporain du site de Phylakopi sur Milos.
Les Ioniens se seraient installés vers 1 200-1 100 avant notre ère et auraient construit les quatre cités de Ioulís, Korésia, Poiessa et Karthaia.
À l'époque archaïque, l'île tombe sous la domination d'Érétrie, cité d'Eubée. Le lion de Kéa à Ioulís date de cette période. Façonné dans une pierre calcaire, il mesure 9 mètres de long. La légende raconte que l'île aurait été habitée par des nymphes aquatiques dont les dieux étaient jaloux de leur beauté auraient envoyé un lion pour les chasser ce qui après leur départ assécha l'île. Les habitants en appelèrent à Zeus et construisirent un temple pour tous les dieux. Zeus satisfait fit pleuvoir sur l'île qui vit le retour des nymphes.
L'île fut dans le camp d'Athènes lors des guerres médiques et envoya des navires à la bataille de Salamine en 480 av. J.-C. Elle entra ensuite dans la ligue de Délos. Elle partagea les défaites d'Athènes en Sicile.
Après la dissolution de la ligue et une possible période d'autonomie, les cités de l'île adhérèrent à la seconde confédération athénienne, d'abord Poiessa avant la victoire de Chabrias à Naxos puis l'ensemble des trois autres cités (probablement alors unies par une sympolitie). L'île (sauf la cité de Poiessa) se révolta contre Athènes en 364 mais fut vaincue ; la cité de Ioulis se révolta une seconde fois en vain. Athènes imposa alors un monopole au commerce de l'ocre, une des richesses de l'île.
Kéa passa aux Ptolémées, puis aux Étoliens, puis aux Rhodiens et enfin aux Romains.

### L'empire byzantin (330-1453)
Au IVe siècle de notre ère, Karthaia fut entièrement détruite par un tremblement de terre. Selon l'interprétation d'Hélène Ahrweiler, elle serait le lieu où le pape Constantin en route vers Constantinople y aurait rencontré vers 710 le stratège des Karabisianoi ; cet endroit appelé « Caea » par la source relatant l'événement est cependant parfois identifié avec l'ile de Chios. À la fin du XIIe siècle des contacts avec Venise sont attestés, l'île figurant parmi les lieux où les marchands vénitiens bénéficiaient de franchise dans l'accord vénéto-byzantin de 1198.

#### Les Vénitiens
L'île qui fut capturée par les Latins consécutivement à la Quatrième croisade en 1204. Dès 1204, le métropolite d'Athènes, Michel Akominatos, s'était réfugié sur l'île pour échapper aux Croisés. Ce furent des Vénitiens agissant à titre privé, Domenico Michiel et Pietro Guistinian, qui prirent possession de l'île, avec l'accord de Venise et de l'empereur latin. Le pirate lombard Licario reconquit l'île pour le compte de l'Empire byzantin en 1276.
L'île fut reprise en 1302 par Giorgio Ier Ghisi, Barteolomeo Michiel et Belletto Giustinian, qui se la partagèrent. Les mercenaires Almogavres de la compagnie catalane en route pour l'Empire byzantin la pillèrent en août 1303. Par le jeu des mariages et des rachats, l'île appartenait au début du XVIe siècle à deux familles, les Premarini (27/48es de l'île) et une branche des Gozzadini de Sifnos et Kythnos (21/48es). Lorsque le Duc de Naxos, Francesco III Crispo devint fou en 1510 et tua sa femme avant de s'enfuir pour Santorin, la régence du Duché, le fils de Francesco III ayant 11 ans, fut confiée à Giacomo I Gozzadini, seigneur de Kéa.

### L'empire Ottoman (1537-1830)
L'île fut ravagée par l'expédition de Barberousse en 1537, et passa alors sous domination ottomane indirecte, les Gozzadini (non Vénitiens) devenant tributaires du sultan tandis que la part des Premarini était attribuée au duc de Naxos Giovanni IV Crispo, lui-même devenu tributaire. Elle fut repeuplée par des colons avant 1566. Les derniers Gozzadini furent finalement expulsés quelques dizaines d'années plus tard, probablement en même temps que Giovanni IV en 1566. Vers 1580, elle fut ainsi affermée à des marchands de Patmos, puis fit partie des provinces relevant du kapudan pacha. Au cours de la période ottomane l'île connut alors une période de relative prospérité. Elle comptait 3 000 habitants à la fin du XVIIe siècle. Elle fut le théâtre de combats au cours de la guerre de Candie, ainsi en 1647 le dey d'Alger fut assiégé dans la forteresse de Ioulís, qui fut prise rapidement par les Vénitiens.

#### La révolution d'Orloff (1768-1774)
En 1770-1774, lors de leur expédition en Grèce dans leur lutte contre l'Empire ottoman (la révolution d'Orloff), les Russes occupèrent l'île. En 1789-1790, Lambros Katsonis, héros de la lutte contre les Turcs, utilisa Kéa comme base d'opérations pour ses raids contre la flotte ottomane.
Le 30 août 1806, François-René de Chateaubriand visite l'île. Les sites antiques, notamment la cité de Karthaia, furent fouillés de façon systématique pour la première fois par l'archéologue Peter Oluf Brøndsted en 1811 ; ces recherches permirent d'identifier les emplacements de Ioulís et Karthaia, qui étaient auparavant pris l'un pour l'autre.

#### La guerre d'indépendance
En 1821, Nikothimos Roussos et le pope Athanasios Homatianos dirigèrent les actions de l'île lors de la guerre d'indépendance grecque. Kéa reçut de nombreux réfugiés de Chios après les massacres et une violente épidémie se déclencha. Aghios Haralambos (saint Haralambie) serait alors intervenu pour sauver l'île. Il est depuis le saint patron de Kéa.

### Le royaume grec
En 1830, Kéa rejoint le jeune royaume grec indépendant.
En 1837, l'île comptait 3 000 habitants. L'île connaît alors une certaine prospérité, notamment grâce à l'exportation des cupules de chêne, utilisées en teinturerie.
Durant la Première Guerre mondiale, Kéa fut le théâtre du naufrage du paquebot britannique de classe Olympic HMHS Britannic touché par une mine allemande. Le Britannic coula dans le canal de Kéa qui sépare Kéa de sa voisine Makronissos. Son épave fut retrouvée et explorée en 1975 par le commandant Cousteau.
La capitale de l'île, appelée jusqu'alors Kéa, fut officiellement rebaptisée Ioulís ou Ioulída en 1975.
L'ancien dictateur Yeóryos Papadópoulos fut emprisonné sur l’île après le retour de la démocratie en Grèce en 1974, jusqu'à son jugement en 1975.

## Droit coutumier de l'île de Kea sur lesuicide assisté
Reprenant le récit de Maxime Valère, Claude Guichard puis Michel de Montaigne évoquent le suicide assisté instauré légalement sur l'île de Kéa puis à Marseille :
(...) ayant opinion que la mort est plus à désirer que fuir, et qu'on s'en doit plutôt se réjouir qu'irriter. C'est pourquoi ils gardaient publiquement en leur ville du poison composé de ciguë, pour en donner à ceux qui se voudraient faire mourir, aux misérables et chétifs, pour mettre fin à leurs misères, et à ceux qui jouissaient d'une trop heureuse fortune, pour prévenir les malheurs et calamités à venir. Ils avaient appris cette coutume des habitants de l'île de Cea.
En notre Marseille il se gardait au temps passé du venin préparé avec de la ciguë, aux frais publics, pour ceux qui voudraient hâter leurs jours ; ayant premièrement fait approuvé par les six cens, qui était leur Senat, les raisons de leur projet ; et cela n'était possible autrement que par autorisation du magistrat, et par occasions légitimes, de mettre la main sur soi.

## Personnalités de l’Antiquité originaires de Kéa
- Érasistrate, médecin grec représentant de l’école d’Alexandrie au IIIe siècle av. J.-C.
- Simonide de Céos, poète grec du VIe siècle av. J.-C.
- Bacchylide de Céos, poète grec de la même époque.
- Pythoclidès de Céos, musicien pythagoricien
- Xénomédès de Céos, un logographe grec de la première moitié du Ve siècle av. J.-C.
- Prodicos de Céos, philosophe présocratique du Ve siècle av. J.-C.
- Théramène, homme politique athénien du IVe siècle av. J.-C.
- Ariston de Céos, philosophe péripatéticien du IIIe siècle av. J.-C., à ne pas confondre avec Ariston de Chios.

## Le lion de Kéa

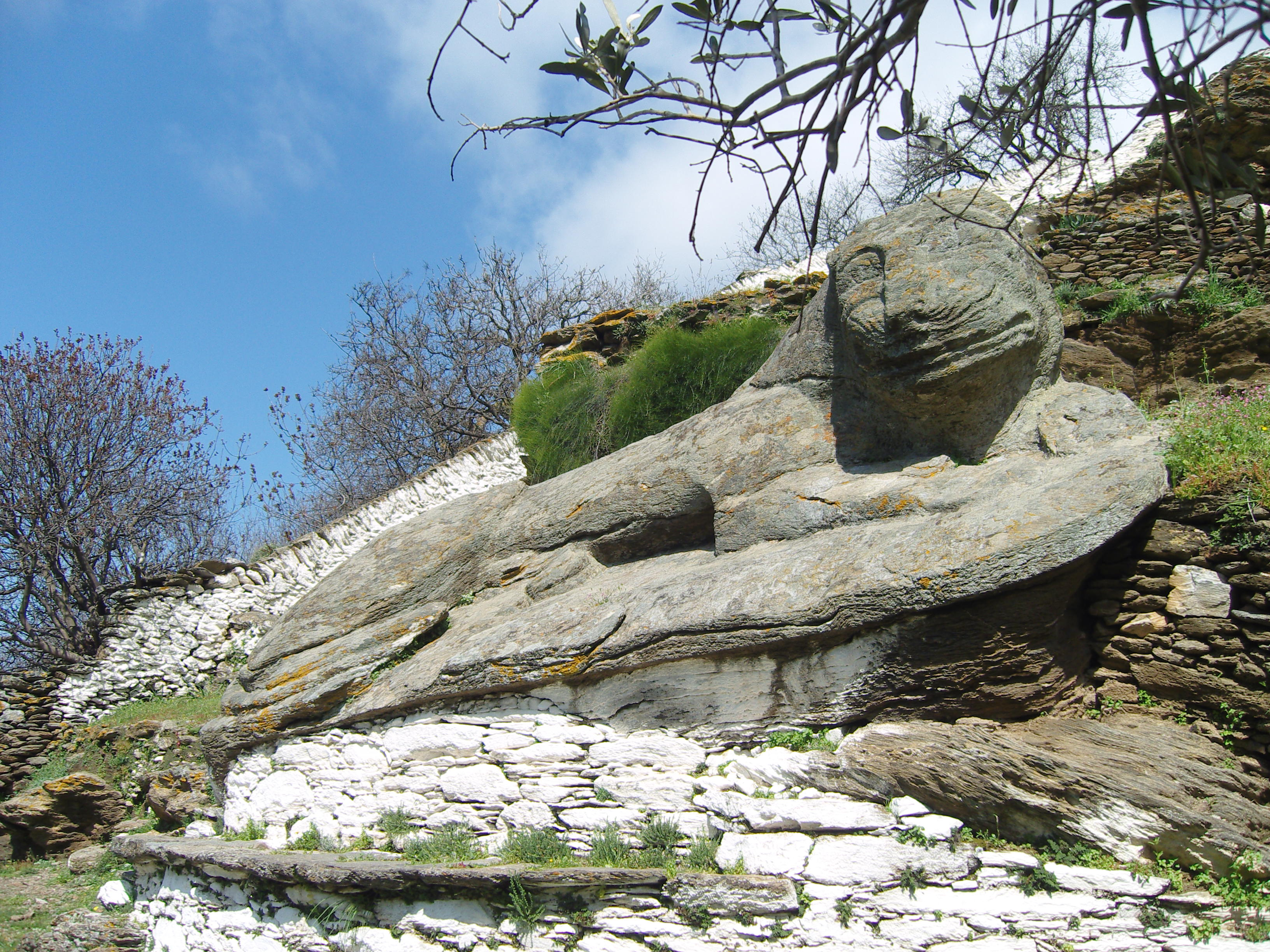
Vue du lion de Kéa.

L'île est connue pour son lion antique sculpté dans la pierre, connu sous le nom de Lion d'Ioulis (ou Liontas), sculpté quelque temps avant 600 avant J.-C.
Selon la légende, l'île de Kéa abritait autrefois une population de nymphes aquatiques dont la beauté, ainsi que leur belle île, rendaient les dieux jaloux, qui envoyèrent un lion pour ravager l'île.
Quoi qu'il en soit, la Grèce continentale abritait une importante population de lions tout au long de la période classique.
- Pour la question de la crinière, voir : Lion en Europe.

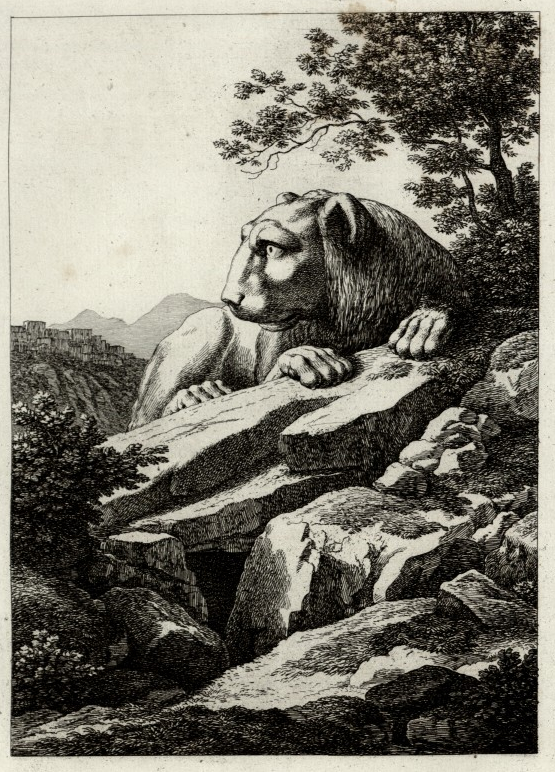
Le célèbre lion de Kéa en 1826.
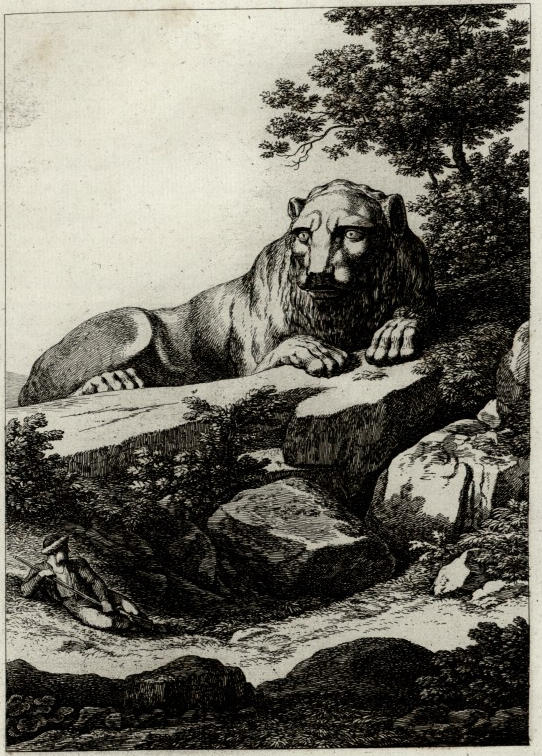
Le lion sous un autre angle (1826).